# マーチ・オブ・ザ・セイント
『マーチ・オブ・ザ・セイント』（March of the Saint）は、アメリカ合衆国のヘヴィメタル・バンド、アーマード・セイントが1984年に発表した初のスタジオ・アルバム。

## 背景
バンドはメタル・ブレイド・レコーズからEP「Armored Saint」を発表した後、クリサリス・レコードとの契約を得た。過去にジェシ・コリン・ヤングやキッス等の作品を手がけたマイケル・ジェイムス・ジャクソンがプロデューサーに起用されたが、ジャクソンはブラック・サバスのことが好きではないと発言したため、バンドとの対立に至ったという。

## 反響・評価
バンドの母国アメリカでは、1984年末までに約12万5千枚を売り上げ、1985年3月9日付のBillboard 200では最高138位を記録した。
Eduardo Rivadaviaはオールミュージックにおいて5点満点中4.5点を付け「1980年代を通じて、アーマード・セイントほどイギリス的なサウンドのアメリカン・ヘヴィ・メタル・バンドを見つけるのは難しいことだった」「デイヴ・プリチャードとフィル・サンドバルのツイン・ギターのチームは、彼らがまだ若かったことを考えれば、率直に言って驚異的だ」「アルバムの後半は前半ほど強力でないとはいえ、『マーチ・オブ・ザ・セイント』はアメリカン・メタル界における『見過ごされた名盤』の称号に値する」と評している。また、酒井康は『BURRN!』1985年1月号のレヴューで100点満点中87点を付け「LA出身だが、流行りの音とはかなり違う」「よくあるリフをベースとしたヘヴィ・メタル・サウンドばかりだが、ギターのフレーズや曲構成に、オヤっと思わせるモノをもっている」と評している。

## 収録曲
全曲ともアーマード・セイント作。ただし、1.の冒頭ではムソルグスキー「キエフの大門」が引用されている。
1. マーチ・オブ・ザ・セイント "March of the Saint" – 4:13
2. キャン・ユー・デリヴァー "Can U Deliver" – 3:35
3. マッド・ハウス "Mad House" – 3:47
4. テイク・ア・ターン "Take a Turn" – 3:43
5. シデューサー "Seducer" – 3:51
6. マティーニ・オン・ザ・ワールド "Mutiny on the World" – 3:25
7. グローリー・ハンター "Glory Hunter" – 5:09
8. ストライクン・バイ・フェイト "Stricken by Fate" – 3:43
9. エンヴィ "Envy" – 2:58
10. フォールス・アラーム "False Alarm" – 4:14

### 2006年リマスターCDボーナス・トラック
1. "March of the Saint (24-Track Demo)" – 3:32
2. "Seducer (24-Track Demo)" – 3:39
3. "Mutiny on the World (24-Track Demo)" – 3:37

## 参加ミュージシャン
- ジョン・ブッシュ - ボーカル
- デイヴ・プリチャード - ギター
- フィル・サンドバル - ギター
- ジョーイ・ヴェラ - ベース
- ゴンゾ・サンドバル - ドラムス